# Parc Sosnovka
 (octobre 2024).
Sosnovka (parc forestier Sosnovsky) est un parc situé dans le District de Vyborg à Saint-Pétersbourg. La superficie du parc est de 302 hectares, ce qui en fait l'un des plus grands parcs de la ville. 
De 1942 à 1945, l'aérodrome militaire de Sosnovka opérait sur le territoire du parc.

## Histoire de Sosnovka
Dans les années 1830, lorsque les environs de l'Institut forestier (l'actuelle Académie forestière) se sont progressivement transformés en zone de chalets d'été (datchas), les terres au nord de celui-ci, couvertes de forêts de pins, ont commencé à s'appeler Sosnovka. Les résidents d'été utilisaient Sosnovka pour des promenades : on sait qu'au cours de l'été 1844, Ivan Tourgueniev et Vissarion Belinski aimaient marcher et discuter « le long des rangées de pins » (le premier avait une datcha à Poklonnaya Gora, le second sur l'actuelle avenue Torez, qui s'appelait alors la Route Staro-Pargolovskaya).
Sosnovka avait la réputation d'être une banlieue sauvage, propice, par exemple, aux duels. Ainsi, en février 1840 à Sosnovka, un duel eut lieu entre Mikhaïl Lermontov avec Ernest de Barant, le fils de l'ambassadeur de France. Personne n'a été blessé, mais Lermontov a été exilé dans le Caucase en guise de punition, où il a été abattu lors d'un autre duel par Nikolaï Martynov.
En 1893, la zone forestière de Sosnovsky fut acquise par le maire V. A. Ratkov-Rozhnov. Après sa mort en 1913, son fils Anania hérita de la partie sud de Sosnovka et sa fille Olga reçut la partie nord. Anania a activement entrepris le réaménagement de ses domaines, créant des ruelles, avec l'intention de les transformer éventuellement en rues d'une nouvelle zone de datchas. Cependant, la guerre puis la Révolution ont empêché Ratkov-Rozhnov Junior de réaliser ses projets. Aujourd'hui, les allées de la partie sud-est du parc Sosnovsky  reprennent généralement les tracés qu'il avait initiés au début du XXe siècle.
Dans les années 1960, lorsque la région de Chouvalovo-Ozerki a commencé à s'urbaniser, il a été décidé de protéger une vaste partie de la forêt et de créer un parc forestier, qui a reçu le nom de Sosnovsky. En novembre 1968, il fut rebaptisé parc municipal de Sosnovka.

### Seconde Guerre Mondiale
Pendant la Seconde Guerre Mondiale, un aérodrome militaire était situé à Sosnovka. Un monument a été érigé à la périphérie nord-est de l'ancien aérodrome en février 1978. Non loin de là se trouve un cimetière commémoratif pour les pilotes.

## Galerie

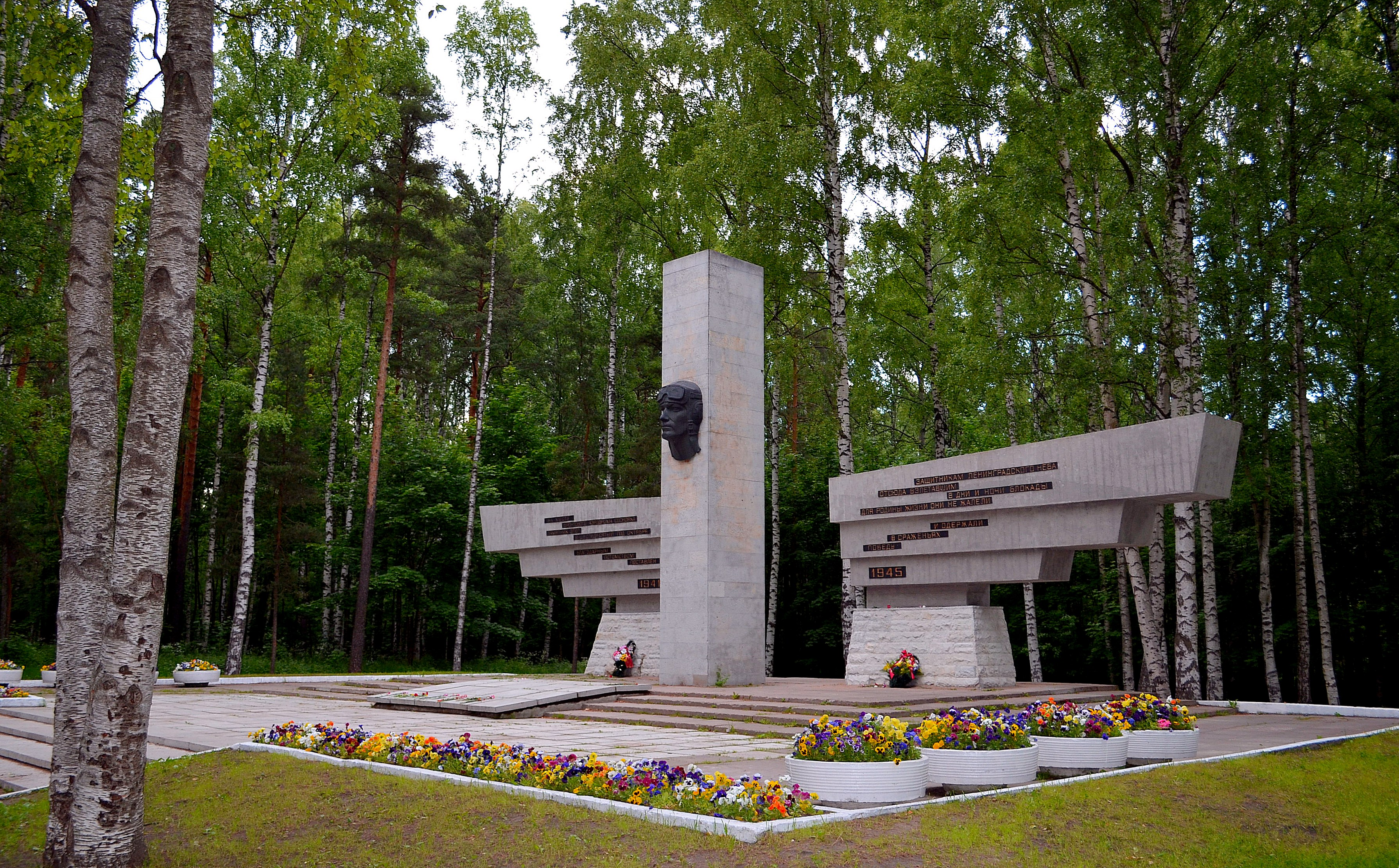
Mémorial
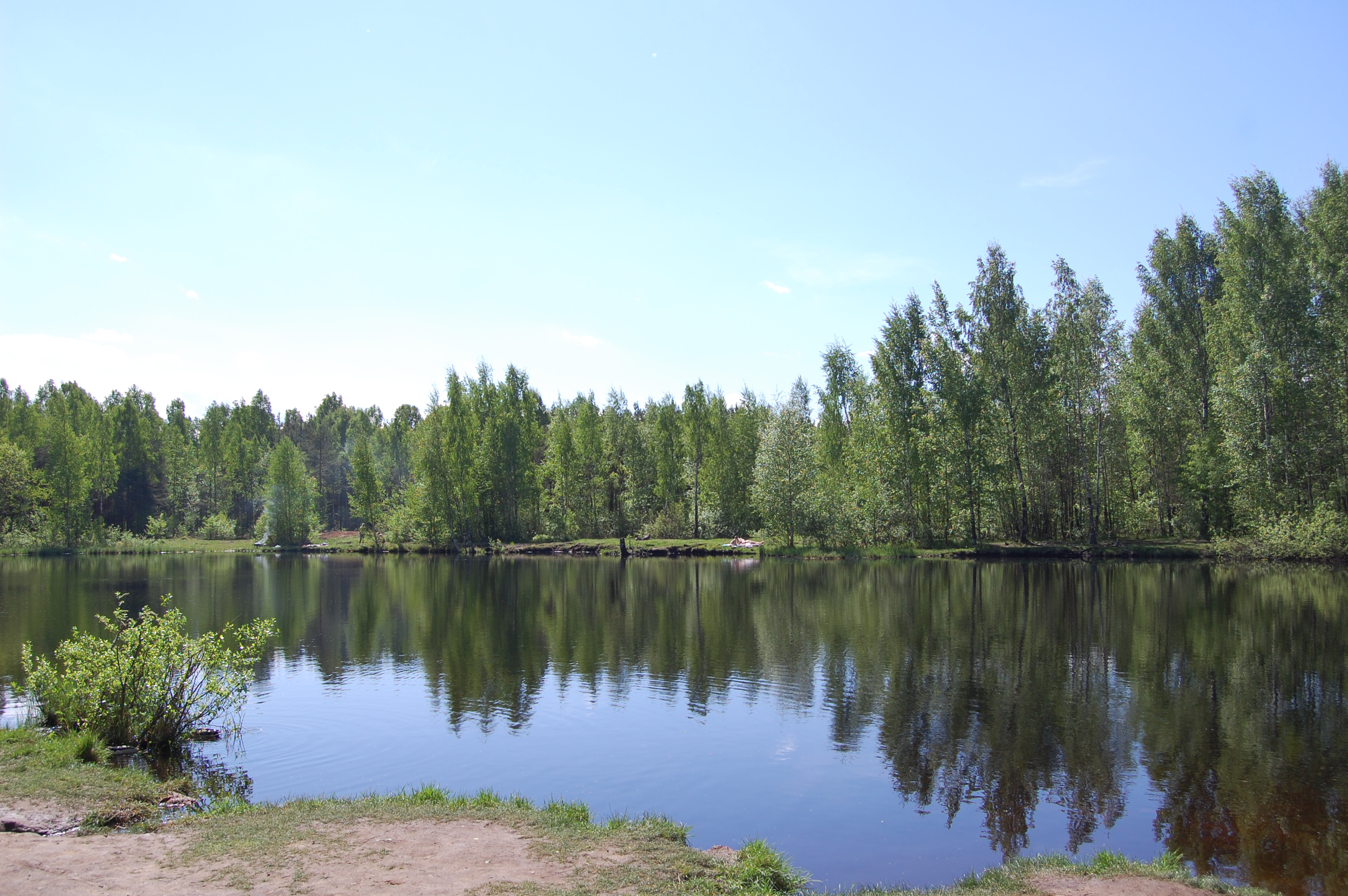
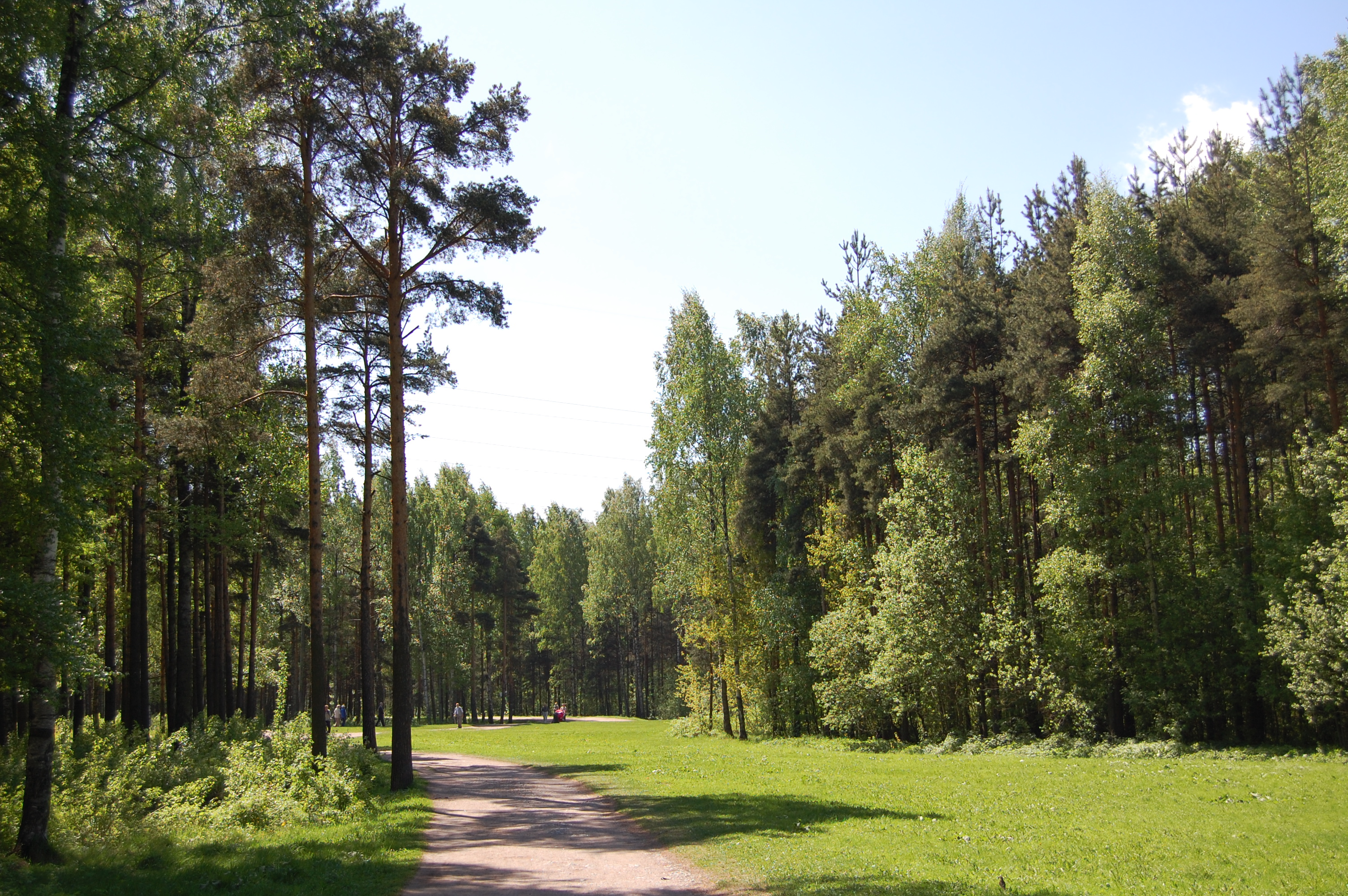
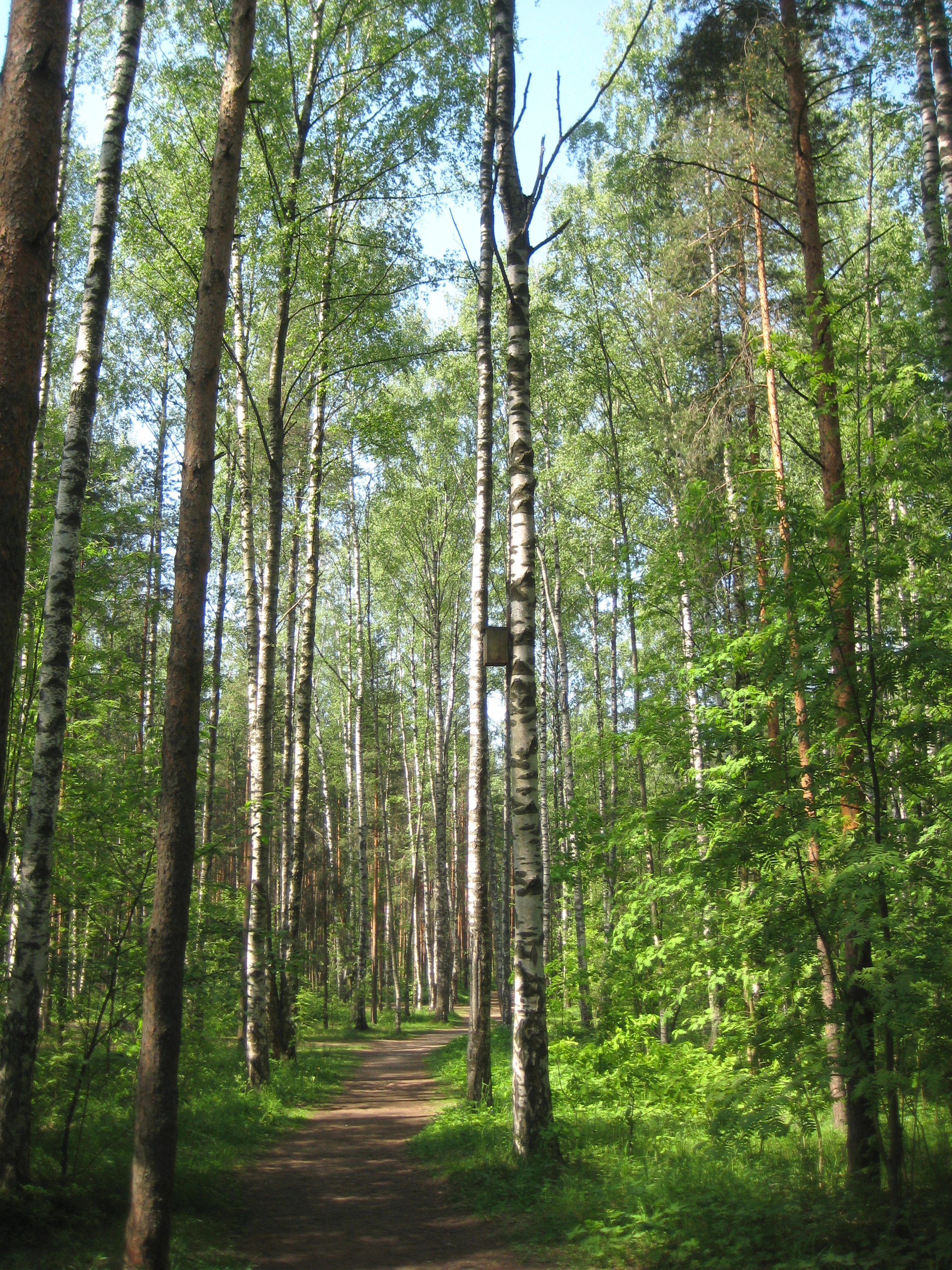